# Rodrigue et Chimène

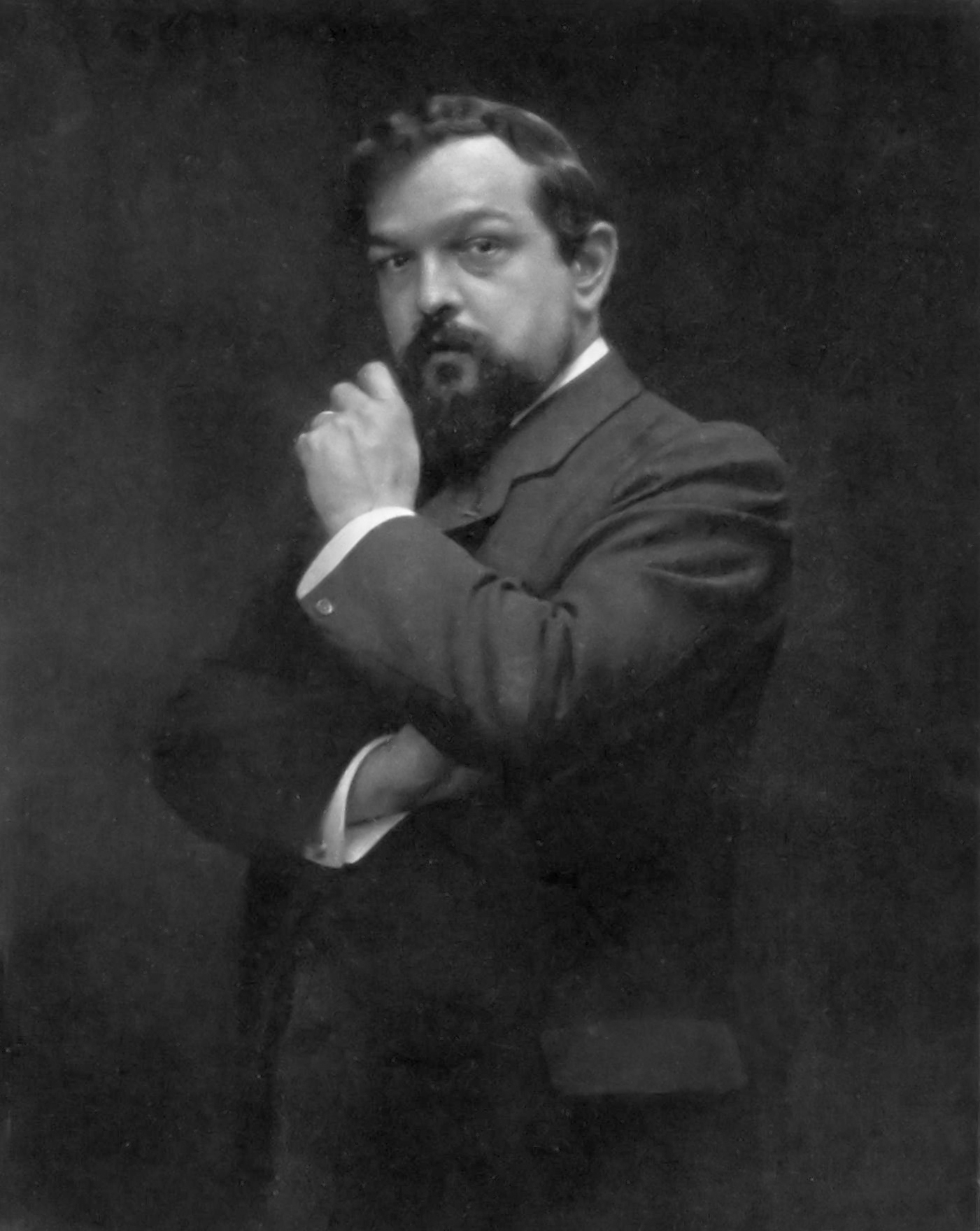
Claude Debussy

Rodrigue et Chimène är en ofullbordad opera i tre akter med musik av Claude Debussy. Det franska librettot av Catulle Mendès, bygger på pjäserna Las Mocedades del Cid av Guillén de Castro och Pierre Corneilles Le Cid, vilken handlar om den legendariske  El Cid (Rodrigue i operan). Operan fick sin premiär i en fullbordad version av Edison Denisov i Lyon den 14 maj 1993.

## Historia
Mendès hade påbörjat arbetet med librettot 1878 i hopp om att kunna erbjuda det till "en av de ledande ljusen inom fransk opera". Massenets Le Cid (1885, Parisoperan) kan ha avskräckt Mendès i sitt sökande efter en kompositör. Det var först i april 1890 som Mendès gav librettot till den unge Debussy. Mendès hade förutspått att Debussy skulle bli "en av framtidens största kompositörer" och hade hjälpt honom att få sin musik framförd. Trots att han inte var imponerad av dramats litterära kvalitet uppmuntrades Debussy emellertid av tanken att få sitt verk uppfört på Parisoperan och därigenom tjäna en del pengar. De följande två åren utvecklades Debussys musikstil i en radikalt ny riktning och hans entusiasm för den föråldrade Rodrigue et Chimène började flagna. I ett brev daterat januari 1892 medgav han att "Mitt liv är tungt och miserabelt tack vare denna opera. Allt med den känns fel för mig." Den 17 maj 1893 närvarade Debussy vid en föreställning av  Maeterlincks symbolistiska pjäs Pelléas et Mélisande och insåg att detta var precis den typ av drama som han var på jakt efter. När han spelade utdrag från Rodrigue et Chimène för Paul Dukas i augusti samma år medgav han att Mendès libretto "fullständigt var motsatsen till vad jag drömde om, krävande en form av musik som var totalt främmande för mig". Debussy gav upp alla planer på att fullborda Rodrigue et Chimène och hävdade senare att han av misstag hade bränt det.

## Fullbordan och iscensättning
Partituret överlevde dock och olika manuskript (som hade ägts av Alfred Cortot) sattes slutligen samman av den amerikanske samlaren Robert Owen Lehman. Utdrag från ett vokalpartitur sammanställdes av musikforskaren Richard Langham Smith och framfördes på Bibliothèque nationale i Paris i juni 1987. Debussy hade fullbordat hela verket förutom orkestreringen (emellertid hade två scener av sångpartierna gått förlorade). Den ryske kompositören Edison Denisov ombads att ombesörja orkestreringen för ett sceniskt framförande vid invigningen av Opéra de Lyons nya auditorium "Opéra Nouvel". Sålunda uruppfördes Rodrigue et Chimène slutligen i Lyon den 14 maj 1993.

## Personer
| Roller                                                                                         | Stämma      | Premiärbesättning (Denisovversionen, 14 maj 1993) Dirigent: Kent Nagano |
| ---------------------------------------------------------------------------------------------- | ----------- | ----------------------------------------------------------------------- |
| Rodrigue                                                                                       | tenor       | Laurence Dale                                                           |
| Chimène                                                                                        | sopran      | Donna Brown                                                             |
| Iñez                                                                                           | mezzosopran | Hélène Jossoud                                                          |
| Hernan                                                                                         | tenor       | Gilles Ragon                                                            |
| Bermudo                                                                                        | tenor       | Jean-Paul Fouchécourt                                                   |
| Don Diègue                                                                                     | baryton     | Jean-Philippe Courtis                                                   |
| Don Gomez                                                                                      | baryton     | Jules Bastin                                                            |
| Le Roi                                                                                         | bas         | Vincent Le Texier                                                       |
| Don Juan d'Arcos                                                                               | tenor       |                                                                         |
| Don Pèdre de Terruel                                                                           | tenor       |                                                                         |
| Döttrar från Bivar, män från Gormaz, män från Bivar, tjänare och tjänarinnor, soldater, munkar |             |                                                                         |

## Handling
Tid: 1000-talet
Plats: Spanien

### Akt 1
Rodrigue, son till Don Diègue av Bivar, är i stånd att gifta sig med Chimène, dotter till Don Gomez av Gormaz. De har stämt möte precis före gryningen utanför Don Gomez hus. De avbryts av Gomez män som sjunger en dryckesvisa. De unga kvinnorna i Bivar anländer och männen från Gomez försöker röva bort dem. De stoppas av en rasande Don Diègue. Ett bråk utbryter mellan Don Diègue och Don Gomez, som motsätter sig att Diègue slår hans tjänare. De två drar sina svärd men Don Diège är för gammal och svar för att strida.

### Akt 2
Rodrigue och hans bröder spelar schack när de ser en gammal tiggare och erbjuder honom hjälp. "Tiggaren" är Don Diègue och han begär inte allmosor utan Don Gomez huvud. Han ber Rodrigue att hämnas å hans vägnar genom att döda Chimènes fader. Rodrigue accepterar motvilligt uppdrager. Rodrigue utmanar Don Gomez i en duell och såras dödligt. Don Gomez dör i Chimènes armar efter att han berättat att mördaren var hennes älskade.

### Akt 3
Kung Ferdinand sammankallar sin armé för strid mot morerna. Han noterar att Don Gomez saknas. Chimène stiger fram och begär rättvisa för sin döde fader, men Don Diègue ber samtidigt om nåd för sin sons liv då denne återupprättade hans heder. Kungen skickar efter Rodrigue. Chimène bekänner för sin tjänarinna Iňez att hon fortfarande älskar honom, men familjeäran kräver att han ska dö. Den av sorg nedbrutne Rodrigue berättar för Chimène att hon bör döda honom med samma svärd som dödade hennes fader. Hon är oförmögen att döda honom, men lika oförmögen att förlåta honom. Han ber en av kungens män att döda honom istället. Don Diègue säger till Rodrigue att han måste leva så han kan slåss och besegra morerna. Rodrigue går motvilligt med på detta i hopp om att dö i striden.

## Inspelning
- Rodrigue et Chimène (Denisovversionen) Donna Brown, Laurence Dale, José van Dam, Choeur et Orchestre de l'Opéra de Lyon, dirigerad av Kent Nagano (Erato, 1995)